# メガネの相沢
株式会社メガネの相沢（メガネのあいざわ、AIZAWA OPTICAL CO.,LTD.）は、宮城県仙台市青葉区に本店を置く、眼鏡小売のチェーンストアである。
2012年1月現在、宮城県をはじめ、岩手県、山形県、福島県に合計38店舗を展開する（東日本大震災で被災して閉鎖中の店舗を含まず）。

## 沿革
- 1895年（明治28年） - 仙台東一番丁にて創業。
- 1965年（昭和40年） - スイス、サティス社よりコーティングプラント導入、日本で初めての眼鏡レンズのコーティング技術を開発。
- 1975年（昭和50年） - 創業80周年記念事業としてサービス審議会発足。
- 1976年（昭和51年） - 仙台駅前に7階建自社ビル取得。
- 1985年（昭和60年） - 山形店開設で東北4県支店網を確立。

## 店舗
現行店舗に関しては公式サイトの店舗一覧を参照。

### 閉鎖した店舗
- 中山店
  - 南中山店（スーパーマーケットファル跡）として移転。
- 山形メトロプラザ店
  - 山形エスパル店に名称変更。
- 泉ダイエー店
  - ダイエー泉店の閉店に伴い閉店。
- 南方ジャスコ店
  - ジャスコ南方店の閉鎖に伴い閉店したが、後に登米市迫町佐沼の旧ササキチェーン（かつてローカルで宮城県や岩手県等に存在した、家具・家電の専門店）の店舗跡地に移転した為閉店。
- 佐沼店
  - イオンタウン佐沼がオープンした後、付近の敷地（ケーズデンキ佐沼パワフル館向かい）に移転した為閉店。なお、店名は同じである。
- 名取ジャスコ店
  - ジャスコ名取店の閉鎖、ジャスコ新名取店（現・イオンモール名取）の開業に伴い現在の店舗に移転。
- イオンタウン柴田店
  - サンコア店（閉鎖）へ統合。
- サンコア店（柴田町）
  - サンコアの閉店に伴い閉店。柴田店に移転。
- 141店
  - ファッションドーム141の閉店に伴い閉店。
- 多賀城ジャスコ店
  - 2009年5月に開店した仙台港店への統合に伴い、閉店。

## 備考
本店のある宮城県ではメディアによる広告展開もしているが、石巻市には出店していない。これは石巻市内に名前が同じ「メガネの相沢」（オールジャパンメガネチェーン非加盟）という眼鏡店が存在するためである。なお、公式サイトには石巻の「メガネの相沢」との関係については一切触れられていない。